# ويليام بي. بيكيت
ويليام بي. بيكيت (بالإنجليزية: William B. Pickett)‏ هو مؤرخ وأستاذ جامعي أمريكي، ولد في 12 مارس 1940 في كروفوردسفيل في الولايات المتحدة.